# Narope syllabus
Narope syllabus är en fjärilsart som beskrevs av Otto Staudinger 1887. Narope syllabus ingår i släktet Narope och familjen praktfjärilar. Inga underarter finns listade i Catalogue of Life.